# Cerastium nigrescens
Cerastium nigrescens je endemická bylina z rodu rožec, nacházející se na Shetlandech. Poprvé ji popsal botanik Thomas Edmondston v roce 1837. Dlouho byla považována za synonymní s rozšířenějším druhem evropského a amerického severu Cerastium arcticum.

## Popis
Dorůstá výšky 5 až 10 cm; vzrostlí jedinci mohou tvořit jediný výhonek s jedním květem nebo se mohou rozrůst do polštářků velikosti pěsti až se 40 květy, na pohled neúměrně velkými vzhledem k velikosti celé rostliny. Květ je bílý, ve středu žlutý, o průměru 1 až 2 cm; má 5 okvětních lístků, dlouhých 8 až 13 mm. Druh kvete v červenci a srpnu. Plodem je tobolka, dlouhá 1 až 1,5 cm. Listy jsou vespod tmavě růžové a svrchu tmavě zelené; jsou vespod ochlupené a kromě svrchní strany listů a květů je chlupatá celá rostlina.

## Objev
Druh popsal v roce 1837 botanik Thomas Edmondston, tehdy dvanáctiletý. Dlouho byl považován za synonymní s druhem Cerastium arcticum, vyskytujícím se také ve Skotsku, Norsku, na Islandu, Špicberkách, v Grónsku, na Baffinově ostrově a Labradoru. V současnosti je však rožec C. nigrescens obecně považován za samostatný druh.

## Výskyt
V současnosti se vyskytuje pouze na dvou hadcových pahorcích na shetlandském ostrově Unst; v 19. století byl popsán také ze dvou dalších stanovišť. Počet jedinců se může z roku na rok značně měnit z nejasných příčin (pravděpodobně v důsledku proměnlivé klíčivosti a přežití semenáčků), celkově se však porosty jeví jako stabilní, beze změn rozšíření.